# No Man's Land (îles Malouines)
Pour les articles homonymes, voir No man's land (homonymie).

Carte de l'isthme de Darwin et ses environs, avec la toponymie britannique et la localisation de la No Man's Land.

No Man's Land (en espagnol : Tierra de nadie) est le nom donné à une région de l'île Malouine orientale dans l'archipel des îles Malouines. Elle tire probablement son nom de son sol, extrêmement aride, et est en partie contiguë avec le massif de Wickham Heights. Elle se trouve au nord-ouest de la base militaire RAF Mount Pleasant, dans la partie nord de Malouine orientale.